# Mimosa palmetorum
Mimosa palmetorum är en ärtväxtart som beskrevs av Rupert Charles Barneby. Mimosa palmetorum ingår i släktet mimosor, och familjen ärtväxter. Inga underarter finns listade i Catalogue of Life.